# Valea Stânei, Buzău
Valea Stânei este un sat în comuna Sărulești din județul Buzău, Muntenia, România. Se află în nordul județului.